# Poa hachadoensis
Poa hachadoensis là một loài cỏ trong họ hòa thảo, thuộc chi poa.